# Risto Kubura
Risto Kubura (1950 — 2014) bio je srpski pesnik, publicista i novinar.

## Biografija
Rođen je 8. maja 1950. godine u Užicu, a preminuo 18. februara 2014. godine u Beogradu.
Fakultet političkih nauka završio je u Beogradu, a novinarstvom je počeo da se bavi 1970. Radio je u NIP "Politika", Radio Zagrebu, kao i na RTS.
Godine 2003. godine u RTS-u je proglašen tehnološkim viškom. Sud ga je vratio na posao, ali u Centar za istraživanje javnog mnenja na mesto anketara.
Objavio je dve knjige pesama "Nevestinjske noći" i "Nebeski kadril", kao i knjigu intervjua sa znamenitim ličnostima "Vražiji prst i časni krst". Autor je mnogobrojnih dokumentarnih filmova (tri filma iz istorije srpskog naroda "Srbi Svetitelja Save", "Grci i Srbi" na grčkom jeziku, "Srbi", Srbi i Francuzi" na francuskom jeziku, itd.).
Domaća javnost ga pamti i po putopisnim emisijama posvećenim Australiji.